# Metal Gear Solid V: Ground Zeroes
Metal Gear Solid V: Ground Zeroes ist ein Computerspiel der Metal-Gear-Solid-Reihe, das von Kojima Productions entwickelt und von Konami veröffentlicht wurde. Das Spiel ist wie die Vorgänger ein Stealth-Shooter und erschien am 18. März 2014 für PlayStation 3, PlayStation 4, Xbox 360 und Xbox One. Es führt die Handlung von Metal Gear Solid: Peace Walker fort und gilt als Prolog zu Metal Gear Solid V: The Phantom Pain.

## Handlung
Ground Zeroes ist eine direkte Fortsetzung zu Metal Gear Solid: Peace Walker. Es spielt im März 1975, wenige Monate nach den Ereignissen in Peace Walker, in einem Gefangenenlager in Guantánamo Bay auf Kuba. Dort versucht Big Boss, der im Spiel als Snake bezeichnet wird, die beiden Kinder Chico und Paz aus der Gefangenschaft durch eine Militär-Organisation namens XOF zu befreien, die von dem mysteriösen, vernarbten Kommandanten „Skull-Face“ angeführt wird.

## Spielprinzip
Der Spieler steuert Snake/Big Boss aus einer Third-Person-Perspektive durch das offen gestaltete Spielareal (Open-World-Spiel). Ziel des Spiels ist es, die beiden Kinder Paz und Chico zu befreien, dabei möglichst unentdeckt zu bleiben und Kämpfe zu vermeiden. Dazu müssen Wachen unter Einbezug der Umgebung und Lichtverhältnisse umgangen oder betäubt werden.
Oftmals stehen dem Spieler neben der Wahl zwischen heimlichem Agieren und dem gewaltsamen Vordringen auch bei der konkreten Umsetzung unterschiedliche Vorgehensweise offen. Im Vergleich zu vorherigen Titeln wurden einige Änderungen am Spielprinzip vorgenommen. Statt wie zuvor Wachsoldaten mit Sichtkegel auf einem Umgebungsradar anzuzeigen, können sie markiert werden. Der Spieler kann dadurch ihre Position jederzeit feststellen und ihre Umrisse auch durch Wände wahrnehmen.
Der Spielumfang ist mit rund 90 Minuten im Vergleich zu anderen Serienablegern gering und damit kein vollwertiger Titel. Bei entsprechender Kenntnis des Spiels und unter Ausnutzung der Spielmechanik lässt sich das Spiel innerhalb weniger Minuten beenden. Nach dem ersten Durchspielen werden ein höherer Schwierigkeitsgrad und fünf Zusatzmissionen freigeschaltet, die im selben Areal ausgespielt werden, aber andere Schwerpunkte setzen und die Spielzeit erhöhen. Zu den Aufgaben zählt z. B. das gezielte Ausschalten zweier schwer bewachter Personen, das Lahmlegen von Abwehrgeschützen mit C4-Plastiksprengstoff oder Feuerschutz aus dem fliegenden Helikopter für einen Kontaktmann.

## Entwicklung
Ground Zeroes gilt als Prolog zu Metal Gear Solid V: The Phantom Pain, der das neue Open-World-Spielkonzept demonstrieren soll. Ursprünglich sollte Ground Zeroes zusammen mit The Phantom Pain auf den Markt kommen. Als Grund für die eigenständige Auskopplung nannte Kojima die Ankunft der neuen Konsolengeneration und um die Wartezeit bis zu The Phantom Pain zu verkürzen. Es ist das erste Spiel der Reihe mit offener Spielwelt und der Möglichkeit, Missionen in beliebiger Reihenfolge zu erfüllen. Im Spiel kam erstmals die neu entwickelte Fox-Engine zum Einsatz, die dem Spiel unter anderem einen in Echtzeit berechneten Tag-Nacht-Wechsel verleiht. Nach eigenen Angaben wurden alle Wachsoldaten im Spiel individuell gestaltet.
Für Metal Gear Solid V wurde David Hayter, der langjährige Synchronsprecher von Snake/Big Boss, durch Schauspieler Kiefer Sutherland ersetzt. Der Soundtrack des Spiels verwendet unter anderem das Lied Here’s to You von Joan Baez, eine Hymne an die zu Unrecht inhaftierten und hingerichteten italienischstämmigen Anarchisten Sacco und Vanzetti. Die Eigenkompositionen stammen wie in den vorherigen Spielen von Harry Gregson-Williams.

## Rezeption
Metal Gear Solid V: Ground Zeroes erhielt meist positive Wertungen. In Japan wurden allein im stationären Handel in der ersten Verkaufswoche 119.615 Exemplare für PlayStation 3 und 91.821 Einheiten für PlayStation 4 verkauft. Die Xbox-One-Version kam auf weniger als 10.293 Kopien. Gemessen an den anderen Spielen der Hauptreihe war es mit 221.729 Einheiten der schwächste Verkaufsstart eines Metal-Gear-Solid-Spiels. Bis Ende April 2014 wurden mehr als eine Million Kopien ausgeliefert. Im Vergleich der Absatzzahlen auf PlayStation 4 und Xbox One lag das Verhältnis laut Konami im August 2014 bei 3:1, die Verkaufszahlen für PC wurden als solide bezeichnet.